# Конткевич Станіслав Осипович
Конткевич Станіслав Осипович (1849—1924) — відомий український геолог.

## З біографії
Закінчив Петербурзький гірничий інститут. Член Геологічного комітету Росії. У 1875–1879 рр. досліджував басейн Кривого Рогу (річки Саксагань, Інгулець). Склав першу геологічну карту Криворіжжя (1880 р.). Тісно співпрацював з Олександром Полем. Перший директор залізорудовидобувних підприємств О.Поля (АТ Криворізьких залізних руд). Автор фундаментальних праць з геології Криворізького залізорудного басейну.

## Основні друковані роботи
- Геологические описания окрестностей Кривого Рога и Херсонской губернии. Опубликовано в «Горном журнале» за 1880 г. (т. I, № 3).
- Исследование осадочных образований в окрестностях Кривого Рога.